# دوستان و همسایگانت (فیلم)
دوستان و همسایگانت (به انگلیسی: Your Friends & Neighbors) فیلمی در ژانر کمدی-درام به نویسندگی و کارگردانی نلی لابیوت است که در سال ۱۹۹۸ منتشر شده است. دوستان و همسایگانت نخستین فیلمی بود که در راتن تومیتوز نقد شد.

## بازیگران
- ایمی برنمن
- آرون اکهارت
- کاترین کینر
- ناستاسیا کینسکی
- جیسون پاتریک
- بن استیلر